# Aethridae
Die Aethridae sind eine Familie der Krabben (Brachyura) mit 37 Arten und die einzige Familie innerhalb der Überfamilie Aethroidea. Sie kommen im Indo-Westpazifik und an den amerikanischen Küsten vor.

## Merkmale
Der Carapax ist etwa oval bis quadratisch, in der Regel breiter als lang. Der seitliche Vorderrand ist vom seitlichen Hinterrand deutlich abgesetzt. Der seitliche Vorderrand ist glatt bis leistenartig und oft durch eine schildartige Struktur erweitert, welche die Beinpaare verdeckt. Die Augenhöhlen sind nach vorn gerichtet, so dass die Augen von oben sichtbar sind. Die Mundhöhle ist quadratisch bis dreieckig, oft oxystomatös, also mit nach vorn erweitertem Endostom. Das dritte Maxilliped ist breit und vorn stark verengt, sein Merus dreieckig. Die Leisten des Endostoms sind gut ausgebildet und bilden klar definierte Ein- und Ausströmkanäle der Kiemenkammer. Das thorakale Sternum ist relativ breit, die Nähte zwischen viertem und fünften sowie fünften und sechsen Somiten medial unterbrochen. Der Arretiermechanismus ist als Druckknopf sowie durch die Pleon-Seitenränder realisiert, welche sich in die konkaven Oberflächen der Sternopleonalhöhle einpassen. Die pleonalen Somiten 3 bis 5 sind unbeweglich verschmolzen, auch wenn die Nähte manchmal sichtbar bleiben. Das erste Gonopodium ist relativ kräftig, das zweite länglich und mindestens halb so groß wie das erste. Die Schreitbeine sind glatt.

## Systematik
Zur Familie gehören sieben rezente Gattungen:
- Actaeomorpha Miers, 1877
- Aethra Latreille, in Cuvier, 1816
- Drachiella Guinot, in Serene & Soh, 1976
- Hepatella Smith, in Verrill, 1869
- Hepatus Latreille, 1802
- Osachila Stimpson, 1871
- Sakaila Manning & Holthuis, 1981